# خرچنگ‌های ریگی
خرچنگ‌های ریگی (نام علمی: Leucosiidae) نام یک تیره از بالاخانواده ریگی‌واران است.